# Rhooney Ferramenta
 Rhooney de Oliveira Ferramenta  (Rio de Janeiro, 7 de novembro de 1985) é um jogador de voleibol de praia do Brasil campeão da etapa do Equador do Circuito Sul-Americano de Vôlei de Praia em 2006, campeão de uma etapa do mesmo circuito em 2007, vice-campeão na etapa  do Uruguai correspondente a 2010-11 e ouro nesta mesma competição e etapa no período 2011-12.Disputou o Campeonato Mundial de 2011na Itália.

## Carreira
Irmão dos voleibolistas de praia Arésio e Rhuan Ferramenta .A trajetória de Ferramenta no vôlei de praia começou quando ingressou numa escolinha na cidade de Campos dos Goytacazes-RJ.No ano de 2006 conquistou o Campeonato Carioca e seguiu competindo no Circuito Brasileiro Banco do Brasil.
Ainda em 2006 conquistou o título da etapa de Esmeraldas , Equador, válida pelo Circuito Sul-Americano de Vôlei de Praia, na ocasião atuou ao lado de Ian Borges.
Atuou ao lado de Fernandão.Conquistou o título de uma etapa do Circuito Sul-Americano de Vôlei de Praia em 2007. No Circuito Brasileiro Banco do Brasil de 2008 alcançou a quarta posição da Etapa de Maceió ao lado de Rogério “Pará”.Pelo Circuito Estadual do Rio de Janeiro, chamado de  Circuito de Vôlei de Praia Verão TIM 2008 atuou  na primeira etapa ao lado  de Jan Ferreira, não competiu na segunda etapa, já na terceira etapa esteve ao lado de Jan Ferreira e na quarta etapa jogou com Guto Dulinski.
Competiu em edições do evento Volleyhouse, é um Circuito de Vôlei de Praia voltado para atletas amadores de alto nível técnico realizado no Rio de Janeiro,  na temporada 2005-06 ao lado de  seu irmão Rhuan Ferramenta alcançou um primeiro lugar e um terceiro lugar, mesmo posto obtido com o atleta Pepê; no mesmo evento sendo na jornada 2006-07 participou de apenas uma etapa com Rhuan, e ficaram na nona posição e no período 2007-08 conquistou nas quatro etapas que participou, um título e um vice-campeonato ao lado de Pepê e com atleta chamado Mark alcançou um título e um bronze.Disputou a edição do Campeonato Mundial Universitário de Vôlei de Praia de 2008, sediado em Hamburgo, ao lado de Ian Borges, e finalizaram na décima sétima colocação.
Nas etapas do Circuito Banco do Brasil de 2009 formou dupla com Fábio Guerra, e conquistaram a terceira posição na etapa de Maceió e disputou o Aberto de Brasília  pelo Circuito Mundial de Vôlei de Praia de 2009 com esta formação de dupla, mas não obtiveram classificação.E nas etapas de Brasília e São Paulo conquistou os títulos ao lado de Beto Pitta e Recebeu o Prêmio de Revelação do Circuito Banco do Brasil 2009.
Em 2010 estava noivo da voleibolista Michelle Pavão . Provisoriamente  formou dupla com Alison Cerutti  em duas etapas, sendo que conquistaram o título da etapa de São José dos Campos do Circuito Banco do Brasil de  2010, em outra etapa, em Salvador, atuou com Moisés Santos finalizando na quarta colocação e com este disputou disputou o country-cota (country quota), ou seja, sistema de disputa entre as duplas do mesmo país com vagas no torneio classificatória de 2010 na Noruega  e também pelo Circuito Mundial de 2010 as etapas dos Abertos de Brasília e  Kristiansand, nos quais não obteve classificação, foram trigésimo terceiro colocados no Aberto de Marseille e vigésimo quinto no Aberto de Haia, ainda neste circuito  atuou com Pedro Solberg no Aberto de Aland quando ficaram na nona posição.
Disputou ao lado de Evandro Júnior a etapa do Uruguai do Circuito Sul-Americano de Vôlei de Praia 2010-11, na cidade de Montevidéu, ocasião da conquista do vice-campeonato.
Novamente ao lado de Moisés Santos disputou o country quota de 2011 e nesta mesma temporada atuou com ele no Circuito Banco do Brasil, conquistando o quarto lugar na etapa do Rio de Janeiro de 2011 , mesma colocação obtida quando atuou com Pedro Solberg na etapa de Recife no mesmo ano.
Com Moisés Santos não obtiveram pelo Circuito Mundial de 2011 a classificação no Aberto de Brasília, e alcançaram a trigésima terceira colocação no Aberto de Praga, atuou com seu irmão Rhuan Ferramenta no Grand Slam de Stare Jablonki, também não obtiveram classificação.Em outra etapa do referido circuito atuou com Pedro Solberg, não obteve classificação no Grand Slam Aland, sendo eliminados no country quota, mas conquistaram o quinto lugar no Campeonato Mundial de Vôlei de Praia de 2011, realizado em Roma, Itália, e também a vigésima quinta posição no Grand Slam de Stavanger,  o nono lugar no Grand Slam de Gstaad e no Aberto de Haia e o bronze no Aberto de Agadir, Marrocos.
Em 2012 formou dupla com Thiago Santos e disputou a etapa 2011-12 do Uruguai, na cidade de Montevidéu, conquistando a medalha de ouro.Ainda em 2012 jogou com Thiago Santos as etapas do Circuito Brasileiro  alcançando o vice-campeonato na etapa de Recife e o bronze na etapa de João Pessoa.; atuou ao lado de Billy conquistando o quarto lugar na etapa de Goiânia de 2012.Com Thiago disputou dez etapas do Circuito Mundial de 2012, não classificando no Aberto de Brasília, nos Grand Slam de Pequim e Xangai, obtendo a trigésima terceira colocação nos Grand Slam de Berlim e Klagenfurt, a vigésima quinta colocação no Aberto de Myslowice e no Grand Slam de Roma, a décima sétima colocação no Grand Slam de Moscou, a décima terceira posição  no Aberto de Praga e o quinto lugar no Grand Slam de Gstaad.
Em 2013  anunciou sua despedida da carreira de atleta devido a implantação de seleções de areias, tornando exclusivo a partição dos mesmos no Circuito Mundial, desanimado, foi residir na cidade suíça de Kloten  com a  suíça Marlen Brunner , também voleibolista, e retomou seus estudos. Neste ano passou a competir no Circuito Suíço de Vôlei Praia  (Coop Beachtour) , formou dupla com o brasileiro naturalizado suíço Jefferson Bellaguarda e conquistaram o sétimo lugar na Etapa de Zurique e ao lado do suíço  Fabio Berta alcançou o quinto lugar na Etapa de Geneva, o bronze na Etapa de Olten, os vice-campeonatos nas Etapas de Rorschache Locarno e o título na Etapa da Basileia.
Voltou ao Circuito Brasileiro durante o período esportivo de 2013-14, quando formou dupla com  Lucianoconquistando o vice-campeonato na etapa de Brasília.Em 2014 pelo Circuito Brasileiro, atuando com Bernat alcançou o quarto lugar na Etapa de Natal.
Em 2015 voltou a competir em algumas etapas do Circuito Suíço de Vôlei de Praia, novamente ao lado de Fabio Bertaalcançou o quinto lugar na Etapa de Rum (Áustria) e na Etapa de Zurique, sendo vice-campeão na Etapa de Locarno e Olten.Voltou competir pelo Circuito Brasileiro na temporada 2015-16, desta vez formou dupla com o norte-americano Jeremy Casebeer e conquistaram o vice-campeonato na Etapa de Maringá , décimo terceiro lugar na Etapa do Rio de Janeiro,quinto colocados na Etapa do Rio de Janeiro.
Ainda na jornada 2015-16  voltou a formar dupla com Guto Dulinski na Etapa de Fortaleza e alcançaram a terceira posição, também voltou a formar parceira com Fábio Guerra e finalizaram na décima terceira posição na Etapa de Brasília e jogou com Gabriel Pereira e finalizaram na décima sétima colocação e foi vice-campeão na Etapa de  Lauro de Freitas ao lado de Pedro Cunha.
Em 2016 disputou  o Circuito Banco do Brasil Challenger ao lado  Léo Gomes conquistando o título da Etapa de Aracajue ao lado de Guto Dulinski encerrou na décima sétima colocação e o bronze na Etapa de Jaboatão.

## Títulos e resultados
- Etapa do Aberto de Agadir:2011[9][18]
- Etapa do  Uruguai do Circuito Sul-Americano de Vôlei de Praia:2011-12[33]
- Etapa do Equador do Circuito Sul-Americano de Vôlei de Praia:2006[4]
- Etapa do Circuito Sul-Americano de Vôlei de Praia:2007[3]
- Etapa do  Uruguai do Circuito Sul-Americano de Vôlei de Praia:2010-11[24]
- Etapa da Basileia do Circuito Suíço de Vôlei de Praia:2013[18]
- Etapa de Olten do Circuito Suíço de Vôlei de Praia:2015[18]
- Etapa de Locarno do Circuito Suíço de Vôlei de Praia:2013[18], 2015[18]
- Etapa de Rorschach do Circuito Suíço de Vôlei de Praia:2013[18]
- Etapa de Olten do Circuito Suíço de Vôlei de Praia:2013[18]
- Etapa de São José dos Campos do Circuito Brasileiro de Vôlei de Praia Open:2010[3]
- Etapa do Distrito Federal do Circuito Brasileiro de Vôlei de Praia Open:2009[20]
- Etapa de São Paulo do Circuito Brasileiro de Vôlei de Praia Open:2009[20]
- Etapa de Lauro de Freitas do Circuito Brasileiro de Vôlei de Praia Open:2015-16[54]
- Etapa de Maringá do Circuito Brasileiro de Vôlei de Praia Open:2015-16[45]
- Etapa de Recife do Circuito Brasileiro de Vôlei de Praia Open:2012[3]
- Etapa de Fortaleza do Circuito Brasileiro de Vôlei de Praia Open:2015-16[50]
- Etapa de João Pessoa do Circuito Brasileiro de Vôlei de Praia Open:2012[9]
- Etapa de Maceió do Circuito Brasileiro de Vôlei de Praia Open:2009[3][9]
- Etapa de Natal do Circuito Brasileiro de Vôlei de Praia Open:2014[9]
- Etapa de Goiânia do Circuito Brasileiro de Vôlei de Praia Open:2012[9]
- Etapa do Recife do Circuito Brasileiro de Vôlei de Praia Open:2011[9]
- Etapa do Rio de Janeiro do Circuito Brasileiro de Vôlei de Praia Open:2011[9]
- Etapa de Salvador do Circuito Brasileiro de Vôlei de Praia Open:2010[9]
- Etapa de Maceió do Circuito Brasileiro de Vôlei de Praia Open:2008[9]
- Etapa de Brasília do Circuito Brasileiro de Voleibol de Praia - Nacional: 2013-14[42]
- Etapa de Aracaju do Circuito Brasileiro de Vôlei de Praia Challenger:2015-2016[3][56]
- Etapa de Aracaju do Circuito Brasileiro de Vôlei de Praia Challenger:2015-2016[3][55]
- Etapa 35 do Torneio Volleyhouse de Vôlei de Praia:2007-08[15]
- Etapa 32 do Torneio Volleyhouse de Vôlei de Praia:2007-08[15]
- Etapa 24 do Torneio Volleyhouse de Vôlei de Praia:2005-06[15]
- Etapa 36 do Torneio Volleyhouse de Vôlei de Praia:2007-08[15]
- Etapa 31 do Torneio Volleyhouse de Vôlei de Praia:2007-08[15]
- Etapa 23 do Torneio Volleyhouse de Vôlei de Praia:2005-06[15]
- Etapa 20 do Torneio Volleyhouse de Vôlei de Praia:2005-06[15]

## Premiações Individuais
- Revelação do Circuito Brasileiro de Vôlei de Praia de 2009[3]